# Ni Putes Ni Soumises
Ni Putes Ni Soumises (en català, Ni putes ni submises) és un moviment feminista francès, fundat el 2003, que ha aconseguit el reconeixement de l'opinió pública i de l'Assemblea Nacional francesa. També és el títol d'un llibre escrit per Fadela Amara, una de les seves fundadores, amb l'ajuda de la periodista de Le Monde Sylvia Zappi.
El moviment es va crear per iniciativa d'un grup de dones joves franceses en resposta a la violència estructural i sexual que sofreixen les dones en els suburbis (banlieues) i els complexos d'habitatges (cités) de ciutats com París, Lió i Tolosa de Llenguadoc, on la violència en contra de les dones té una incidència considerable per part d'«uns joves masclistes, homòfobs i superficialment islamitzats. Actituds que es repeteixen arreu d'Europa, on els codis homofòbics, el prestigi de la violència o la força física, la incorrecció política, la discriminació i l'hostilitat vers la diferència dominen la quotidianitat de pobles i barris».